# مری پونن لوکوز
مری پونن لوکوز (انگلیسی: Mary Poonen Lukose; ۳۰ ژوئیهٔ ۱۸۸۶ – ۲ اکتبر ۱۹۷۶) یک متخصص زنان و زایمان هندی و نخستین زن «جراح کل» در هند بود. او بنیان‌گذار آسایشگاه سل در ناگارکویل و مؤسسه اشعه ایکس و رادیوم در تریواندروم بود، ریاست اداره بهداشت در ایالت شاهزاده‌نشین تراوانکور را بر عهده داشت و نخستین زن قانون‌گذار در این ایالت به‌شمار می‌رفت. دولت هند در سال ۱۹۷۵، چهارمین نشان عالی غیرنظامی کشور، پادما شری، را به او اعطا کرد.

## اوایل زندگی و تحصیلات
مری پونن در ۲ اوت ۱۸۸۶ در خانواده‌ای ثروتمند و مسیحی سریانی انگلیکانی به دنیا آمد. او تنها فرزند خانواده بود و در آیمنام – دهکده‌ای کوچک که بعدها به دلیل قرار گرفتن در مرکز داستان رمان «خدای چیزهای کوچک» شهرت یافت – در ایالت شاهزاده‌نشین تراوانکور (واقع در کرالای امروزی در هند تحت استعمار بریتانیا) زاده شد. پدرش، دکتر تی.ای. پونن، پزشک بود؛ نخستین فارغ‌التحصیل پزشکی در تراوانکور و پزشک سلطنتی در این ایالت. مادرش به دلیل مشکلات جسمی قادر به نگهداری از مری نبود و به همین دلیل او توسط پرستاران انگلیسی بزرگ شد. مری تحصیلات ابتدایی خود را در دبیرستان صومعه فرشتگان مقدس در تیرووانانتاپورام به پایان رساند و در آزمون پایان‌دبیرستان رتبه نخست را کسب کرد. با این حال، از پذیرش او در رشته‌های علوم در کالج مهاراجه (اکنون دانشگاه تیرووانانتاپورام) به‌دلیل زن بودن جلوگیری شد و ناچار به تحصیل در رشته تاریخ پرداخت و در سال ۱۹۰۹ مدرک کارشناسی (BA) دریافت کرد.
از آنجا که دانشگاه‌های هندی در آن زمان پذیرش زنان در رشته پزشکی را نمی‌پذیرفتند، او به لندن رفت و مدرک خود را از دانشگاه لندن اخذ کرد. او در بریتانیا ماند و موفق به دریافت مدرک (در زمینه زنان و زایمان) از بیمارستان روتوندا در دوبلین شد و دوره‌های پیشرفته‌ای در رشته کودکان را در بیمارستان گریت اورمند استریت گذراند. او سپس در بیمارستان‌های مختلف بریتانیا کار کرد و به‌طور هم‌زمان مطالعات موسیقی خود را دنبال کرد تا در آزمون موسیقی لندن نیز پذیرفته شود.

## حرفه پزشکی
دکتر مری پونن در سال ۱۹۱۶، همزمان با سال درگذشت پدرش، به هند بازگشت. او در بیمارستان زنان و کودکان در تایکاود در تریواندروم به‌عنوان متخصص زنان و زایمان مشغول به کار شد و همچنین جانشین یک پزشک غربی (که پس از ازدواج به کشور خود بازگشته بود) به‌عنوان سرپرست بیمارستان گردید. انتصاب اولیه پونن به‌دلیل آنکه این موقعیت سنتاً در اختیار کارکنان اروپایی بود، با مخالفت روبه‌رو شد، اما این مانع برطرف شد و او با همان حقوقی که برای کارکنان اروپایی در نظر گرفته می‌شد، مشغول به کار گردید. یک سال بعد، او با وکیل کون‌نوکوزییل کوریویلا لوکوز ازدواج کرد. پس از ازدواج با نام دکتر مری پونن لوکوز شناخته می‌شد. در دوران خدمتش در بیمارستان تایکاود، او یک برنامه آموزشی مامایی برای فرزندان قابله‌های محلی راه‌اندازی کرد تا حمایت آن‌ها را جلب کند و فرزند نخست خود، گریس، را در همین بیمارستان در سال ۱۹۱۸ به دنیا آورد. او پیش از سال ۱۹۲۰ نخستین عمل سزارین در تراوانکور را انجام داد و اغلب تحت نور چراغ‌های نفتی جراحی می‌کرد.
در سال ۱۹۲۲، او به مجلس قانون‌گذاری ایالت تراوانکور (شورای ایالتی سری چیترا) منصوب شد و نخستین زن قانون‌گذار این ایالت گردید. دو سال بعد، او به‌عنوان جراح کل موقت ایالت تراوانکور ارتقاء یافت و بدین ترتیب نخستین زنی شد که در هند به این سمت منصوب شد. او تا سال ۱۹۳۸ در بیمارستان باقی ماند و در تمام این مدت، تا سال ۱۹۳۷، به‌طور پیوسته به مجلس ایالتی منصوب می‌شد. در سال ۱۹۳۸، او به‌عنوان جراح کل منصوب شد و مسئولیت ۳۲ بیمارستان دولتی، ۴۰ درمانگاه دولتی و ۲۰ مؤسسه خصوصی را بر عهده گرفت. او به‌عنوان نخستین زنی که در جهان به‌عنوان «جراح کل» منصوب شده شناخته می‌شود. (در ایالات متحده، نخستین زن جراح کل تا سال ۱۹۹۰ منصوب نشد)